# Kofferatombombe
Die Kofferatombombe ist ein Requisit, das u. a. in Actionfilmen Verwendung findet. Gemeint ist eine Atombombe, die klein genug ist, um in einem Koffer transportiert zu werden.

## Beispiele für die Verwendung in den Medien
Beispiele hierfür sind etwa die sechste Staffel der Fernsehserie 24, die Spielfilme Projekt: Peacemaker, A Beautiful Mind – Genie und Wahnsinn (hier wieder in der Hand der Sowjets) und Parallels – Reise in neue Welten oder die Romane Splinter Cell von Tom Clancy, Wild Fire von Nelson DeMille oder Das vierte Protokoll von Frederick Forsyth und dessen Verfilmung Das vierte Protokoll.